# Raffaella (album 1988)
Raffaella è il diciottesimo album della cantante pop italiana Raffaella Carrà, pubblicato nel 1988 dall'etichetta discografica CBS Italiana.

## Il disco
Sesto album che riporta nel titolo il nome di battesimo della cantante. Nella versione internazionale contiene canzoni in italiano, spagnolo ed inglese. I testi sono di vari autori, in particolare Cristiano Malgioglio ne firma ben tre.
I brani 1,2,3,4 Dancing e Voglio tutto soprattutto te erano rispettivamente le sigle iniziali delle trasmissioni Raffaella Carrà Show e Il principe azzurro, che nel biennio 1988-1989 vedevano la soubrette protagonista sulle reti televisive Fininvest.
I video di entrambe le sigle sono disponibili sul DVD nel cofanetto Raffica Carrà del 2007.
Dal 16 Giugno 2023 l'album è disponibile su tutte le piattaforme digitali tra cui Spotify.

## Versioni internazionali
Oltre al singolo destinato al mercato italiano (in infobox), è stato pubblicato No pensar en ti/1,2,3,4 Dancing per quello ispanico ed internazionale (CBS 652807 7). In alcune nazioni il lato B di quest'ultimo è stato sostituito da No te cases con un torero (CBS DEP-665).
L'album è stato distribuito in Spagna con le tracce in spagnolo, eccetto i brani Abbracciami e Meno male (intitolato Inocente) mantenuti in italiano.
- 1988 - Raffaella (CBS 460894-1, Spagna)
- Lato A: 1. 1,2,3,4 Dancing, 2. Chicos chicos, 3. No pensar en ti, 4. No te cases con un torero, 5. Abbracciami
- Lato B: 1. Fiesta a go go (con Trini Lopez), 2. Lovin' You, 3. Corazon salvaje, 4. Inocente, 5. Na na hey hey Kiss Him Goodbye

Nel resto del mondo (Perù, Ecuador, Bolivia, Venezuela, Argentina, Colombia, Messico, Brasile e Stati Uniti) è stata pubblicata la versione in italiano, senza tracce tradotte e con una diversa disposizione dell'ordine delle canzoni. Le versioni greca e turca, mantengono anche la stessa tracklist di quella italiana.

## Tracce
Lato A
1. 1,2,3,4 Dancing – 3:08 (testo: Susan Duncan Smith – musica: Danilo Vaona)
2. Meno male – 4:03 (testo: Cristiano Malgioglio – musica: Erich Bulling, Luis Gomez Escolar)
3. No pensar en ti – 3:17 (testo: Ignacio Canut – musica: Carlos García Berlanga)
4. Lovin' You – 4:00 (Michael Omartian, Bruce Sudano)
5. Corazon salvaje (italian version) – 3:32 (testo: Cristiano Malgioglio – musica: Claudio Rabello, Erich Bulling, Derryl Yeager)

Lato B
1. Voglio tutto, soprattutto te (Whisky a go go) – 4:24 (testo: Cristiano Malgioglio – musica: Michael Sullivan, Paulo Massadas; edizioni musicali EMI)
2. Na Na Hey Hey Kiss Him Goodbye – 3:19 (Gary De Carlo, Dale Frashuer, Paul Leka)
3. No te cases con un torero – 3:46 (Julio Seijas, Luis Gomez Escolar)
4. Abbracciami – 4:02 (Guido Maria Ferilli)
5. Chicos chicos – 3:37 (Julio Seijas, Luis Gomez Escolar)

## Formazione

### Artista
- Raffaella Carrà – voce

### Musicisti
- Erich Bulling - tastiere, arrangiamenti (tranne Lovin' You e Abbracciami, Michael Omartian), programmazione tastiere
- Bob De Marco - chitarra (tranne Voglio tutto, soprattutto te, Trini Lopez)
- David Boruff - sassofono tenore, flauto
- Bill Booth, Charlie Loper, Lew McCreary - trombone
- Bob O'Donnel, Gary Grant, Jerry Hey, John Rosenberg, Stu Blumberg - tromba
- Clydene Jackson, Dara Bernard, Denise Decaro, Erika Nann, Gail Bulling, Jana Bianchi, Mary Bernard - cori